# شون كو
شون كو (بالإنجليزية: Shawn Ku)‏ هو مصمم رقص ومخرج أمريكي، ولد في 1950 في نيوجيرسي في الولايات المتحدة.

## وصلات خارجية
- شون كو على موقع IMDb (الإنجليزية)
- شون كو على موقع ألو سيني (الفرنسية)
- شون كو على موقع أول موفي (الإنجليزية)
- شون كو على موقع قاعدة بيانات الأفلام السويدية (السويدية)
- شون كو على موقع قاعدة بيانات الفيلم (الإنجليزية)
- شون كو على موقع كينوبويسك (الروسية)